# Aéroport de Yanji Chaoyangchuan
L'aéroport de Yanji Chaoyangchuan (code IATA : YNJ • code OACI : ZYYJ) ((zh)) est un aéroport desservant la ville de Yanji dans la province du Jilin, dans le Nord-est de la Chine.

## Compagnies aériennes et destinations
| Compagnies              | Destinations |
| ----------------------- | --- |
| Air Busan               | Pusan-Gimhae |
| Air China               | Pékin-Capitale, Séoul-Incheon, Tianjin Binhai |
| Air Koryo               | En saison charter : Pyongyang - Sunan |
| Asiana Airlines         | Séoul-Incheon |
| China Eastern Airlines  | Hangzhou-Xiaoshan, Osaka-Kansai, Ningbo, Qingdao-Jiaodong, Shanghai-Hongqiao, Shanghai-Pudong, Yantai                                                  |
| China Southern Airlines | Pékin-Capitale, Pusan-Gimhae, Changchun, Cheongju, Dalian-Zhoushuizi, Canton-Baiyun, Qingdao-Jiaodong, Shanghai-Pudong, Shenzhen-Bao'an, Séoul-Incheon |
| Eastar Jet              | Cheongju |
| Korean Air              | Séoul-Incheon |
| Okay Airways            | Harbin Taiping, Shenyang, Tianjin Binhai |
| Shandong Airlines       | Qingdao-Jiaodong |

Édité le 03/02/2018